# Apocephalus atrimarginatus
Apocephalus atrimarginatus är en tvåvingeart som beskrevs av Brown 2000. Apocephalus atrimarginatus ingår i släktet Apocephalus och familjen puckelflugor. Inga underarter finns listade i Catalogue of Life.